# 氷室岳
氷室岳（ひむろだけ）は、山口県柳井市にある標高562.6mの山で柳井市の最高峰である。柳井市伊陸地区と岩国市周東町の境に位置する単独峰で、別名「周防富士（すおうふじ）」。地元ではローカルに「嶽山（だけやま）」と呼ばれることが多い。古くは日村岳、さらに古くは霊叢（精霊の宿る山の意味）岳で、山岳信仰の神山であったと考えられる。山頂には氷室権現など三つの祠がある。テレビ局の送信所や携帯電話の基地局等も多数設置されている。元旦には、伊陸山おこし会により山頂から初日の出を観る会が催されている。

## アクセス

### バス
JR柳井駅、防長バス柳井駅5番乗り場から、宮ヶ原行きまたは久可地行きで宮ヶ原下車。（所要約20 - 25分）。徒歩で北へ約1kmで氷室岳登山口に到着。

### 自動車

#### 車で登山口
伊陸（旭）交差点（側にセブンイレブン伊陸店がある）から周東大規模農道を由宇・岩国方面へ進む。約1km先、案内板（道路脇に「氷室岳登山口」の表示がある）が立つ交差点を左折し、高山寺石柱を直進。

#### 車で山頂付近まで
車で頂上まで行くこともできるが道幅の狭い1車線区間が多いため、すれ違いが難しく高度な運転技術が要求される。また、アップダウンが激しく車高の低い車には不向きである。

## 周東中継局
- 送受信所：山口県柳井市大字伊陸字堂屋敷2738（氷室岳）

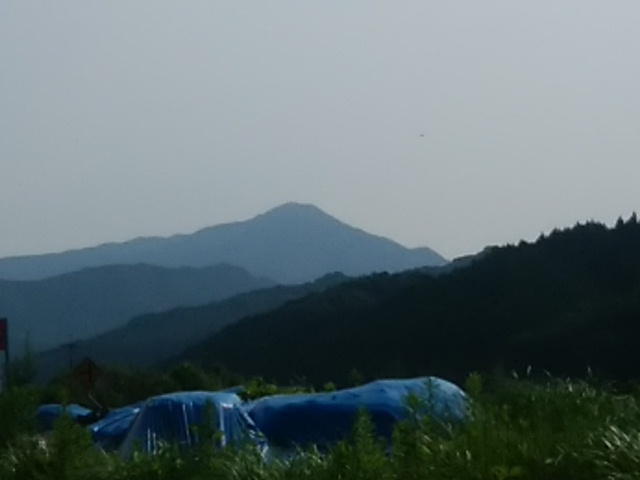
国道２号線脇より氷室岳を望む。

- 国道２号線脇より氷室岳を望む。放送区域及び世帯数:柳井市及び岩国市の各一部。合計約9500世帯（総務省申請）
- 水平偏波

### 地上デジタルテレビジョン放送
| ID | 放送局           | 物理 チャンネル | 空中線電力 | ERP | 放送対象地域 | 放送区域 内世帯数 | 放送開始日 |
| -- | ---------------- | --------------- | ---------- | --- | ------------ | ----------------- | ---------- |
| 1  | NHK 山口総合     | 30ch            | 10W        | 30W | 山口県       | 約9,500世帯       | -          |
| 2  | NHK 山口教育     | 32ch            | 10W        | 32W | 全国         | 約9,500世帯       | -          |
| 3  | tys テレビ山口   | 21ch            | 10W        | 40W | 山口県       | 約9,500世帯       | -          |
| 4  | KRY 山口放送     | 27ch            | 10W        | 32W | 山口県       | 約9,500世帯       | -          |
| 5  | yab 山口朝日放送 | 17ch            | 10W        | 31W | 山口県       | 約9,500世帯       | -          |

### 地上アナログテレビジョン放送
| チャンネル | 放送局            | 空中線電力       | ERP              | 放送対象地域 | 放送区域内世帯数 |
| ---------- | ----------------- | ---------------- | ---------------- | ------------ | ---------------- |
| 34ch       | tysテレビ山口     | 映像100W 音声25W | 映像220W 音声55W | 山口県       | 不明             |
| 52ch       | yab山口朝日放送   | 映像100W 音声25W | 映像230W 音声59W | 山口県       | 不明             |
| 55ch       | NHK山口教育テレビ | 映像100W 音声25W | 映像220W 音声56W | 全国         | 不明             |
| 58ch       | NHK山口総合テレビ | 映像100W 音声25W | 映像220W 音声56W | 山口県       | 不明             |
| 61ch       | KRY山口放送       | 映像100W 音声25W | 映像230W 音声57W | 山口県       | 不明             |

- NHKの開局年月日は、1966年3月5日
- KRYの開局年月日は、1967年11月21日
- TYSの開局年月日は、1970年8月29日
- YABの開局年月日は、1993年9月26日

- 2011年7月24日正午で廃局。